# Micrathena elongata
Micrathena elongata là một loài nhện trong họ Araneidae.
Loài này thuộc chi Micrathena. Micrathena elongata được Eugen von Keyserling miêu tả năm 1864.